# 保氏非洲剑水蚤
保氏非洲剑水蚤（学名：Afrocyclops pauliani）是一种马达加斯加特有的剑水蚤科动物。仅有一个标本于1951年采集于塔那那利佛附近的一个淡水水塘中，之后再未观察到该物种，推测已灭绝。

## 外部連結
- 維基物種上的相關：保氏非洲剑水蚤